# Aspidoscelis motaguae
Espèce
Synonymes
- Cnemidophorus motaguae Sackett, 1941
- Cnemidophorus sackii bocourti Smith & Taylor, 1950

Statut de conservation UICN

 LC  : Préoccupation mineure
Aspidoscelis motaguae est une espèce de sauriens de la famille des Teiidae.

## Répartition
Cette espèce se rencontre :
- au Mexique dans l'État d'Oaxaca ;
- au Guatemala ;
- au Salvador ;
- au Honduras.

Elle a été introduite en Floride aux États-Unis.

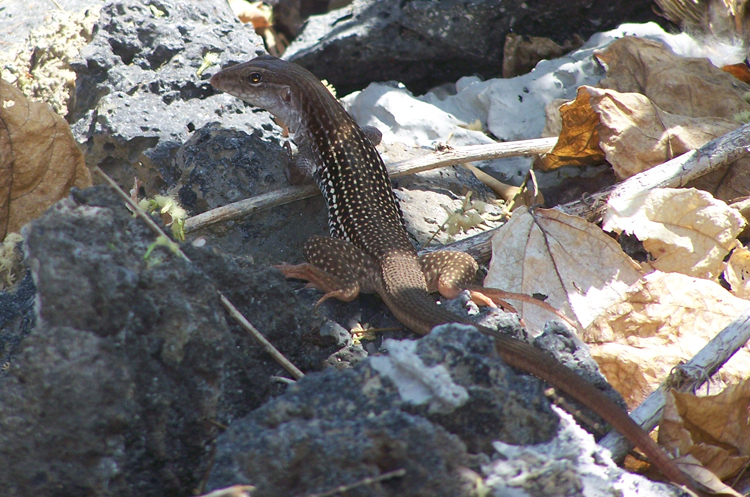

## Publication originale
- Sackett, 1941 : Preliminary report on results of the West Indies-Guatemala Expedition of 1940 for the Academy of Natural Sciences of Philadelphia. Part II.- A new Teiid lizard of the genus Cnemidophorus. Notulae Naturae of the Academy of Natural Sciences of Philadelphia, vol. 77, p. 1-4.